# まぼろし月夜
『まぼろし月夜』（まぼろしつきよ）は、シムスによって1999年9月23日にドリームキャストで発売されたノベルタイプの恋愛アドベンチャーゲーム。2000年4月6日にはPlayStationにキャラクター追加、システム向上の上で移植され、2010年7月14日にはゲームアーカイブスでもPlayStation 3とPlayStation Portable向けに配信が開始された。PS版のサブタイトルは月夜野綺譚（つきよのきたん）。以下の記述で特にバージョンに言及しない場合は、PS版およびGA版の内容である。原画は田嶋安恵。

## システム
最初に主人公の、苗字、名前、名前の読み方、あだ名を入力する。これは後述するヒロインの呼び方に関係している。ノベルタイプであり、文章を読み進めていくことで物語が展開する。途中選択肢があり、選択によりルートが変化する。また、日によっては行く場所を選択する。2周目以降で、以前に選んだことのある場所にはその場所で出会ったキャラクターのアイコンが表示される。この「日付と場所とキャラアイコンの一覧」は、オプションの「カレンダー」で確認可能である。
セーブおよびロードは、選択肢が出現しているときを除いていつでも可能。セーブは最大9か所まで可能となっている。一度エンディングを見ると、次回からプロローグ部分をスキップすることができる。また、バッドを含むエンディングを見るとパスワードが表示され、公式サイトで入力することによりヒロインの設定画やスタッフの裏話などを見ることができたが、現在は見られなくなっている。

## ストーリー
1999年。この春転勤になった両親について行かず、月夜野町で一人暮らしをすることにした高校三年生の主人公。幼馴染の理央、クラスメートの葉月、悪友の竹田らと、騒がしくも平和な日常を過ごしていた。
初夏のある日、丘の上の公園で謎の着物の少女に出会う。彼女は自分の名前を呼ぶと、姿を消してしまった。怖くなりその場から立ち去る。その夜、学校の後輩を名乗る女子が連れてきたのは、公園で会ったあの少女だった。

## 登場キャラクター
田中 隆史（たなか たかし）（デフォルトネームであり、ゲーム開始時に変更可能）
主人公。あだ名は「たか」（変更可能）。月夜野学園高等部の三年生。部活には所属していない。両親の転勤に伴いアパートで一人暮らし。祖父が自分の父親、つまり曾祖父の名前を付けたらしく、容姿も曾祖父そっくり。このことによりあやめに曾祖父と勘違いされ、一緒に暮らすことに。週に一度花屋「苗」でアルバイトをしている。成績はあまりよくない。初期設定の一人称は「俺」。
朝霧 あやめ（あさぎり あやめ） （声：堀江由衣）
本作のメインヒロイン。身長：152cm、B：80（B）・W：58・H：83。9月12日生まれのおとめ座でA型。主人公のことは名前（読み方）に様付けで呼ぶ。
明治生まれの令嬢で、身分違いながら、主人公の曾祖父と恋仲だった。意に染まぬ縁談から逃げ出し、彼に会いに出かけた先の銀座で、関東大震災に遭遇し、それに伴う火災で命を落としてしまい、幽霊となる。公園で出会った主人公を曾祖父と勘違いし、そのまま家まで押しかけてしまう。主人公と一緒に歩くときは三歩下がる、主人公が帰ってきたときは三つ指をついて出迎える、などの古風な（彼女の生存していた時代では当たり前な）行動が多くみられる。幽霊としての自覚はないが、太陽光や盛り塩に弱いなど、幽霊特有の現象に戸惑うことも多い。よって昼間は室外では行動できず、行動する際は南に憑依する。性格はおっとりとしており、若干天然ボケ気味なところがある。
メインヒロインらしく、攻略可能なキャラで唯一、2つの個別エンディングがある。また、メインヒロインながら、その他のヒロインの好感度も上げる必要があるなど、ルートに入るのに最も苦労するキャラクターでもある。
朝霧 南（あさぎり みなみ） （声：今井由香）
身長：157cm、B：79（B）・W：58・H：83。8月9日生まれのしし座でA型。主人公のことは苗字にさん付けで呼ぶ。
月夜野学園高等部の一年生で、合気道部員（のちにマネージャーに転向）。あやめは彼女の曾祖父の妹にあたる。優等生で、なんでもそつなくこなすが、スポーツは若干苦手。葉月にあこがれる形で合気道部へ入部することとなる。霊能力者の従兄弟がおり、彼のアドバイスにより、あやめを成仏させるために主人公と協力する。あやめが日中屋外で活動する場合、彼女に憑依することとなるが、これにより誤解が生じることもある。
坂上 葉月（さかがみ はづき） （声：かかずゆみ）
身長：168cm、B：85（D）・W：63・H：83。11月3日生まれのさそり座でB型。主人公のことは名前で呼ぶ。
月夜野学園高等部の三年生で、主人公のクラスメイト。主人公とは学園入学以来仲が良く、気さくに話し合う。合気道部の主将で、その腕前は師範代クラス。その性格と気さくな態度から、男女問わず（特に後輩の女子から）絶大な人気を誇っており、主人公は一部のファンから敵視されている。主人公と同じく、成績はあまりよくない。家事好きな一面もあるが、あまり上手ではないようだ。
坂上 美雪（さかがみ みゆき） （声：加藤優子（現：加藤有生子））
身長：165cm、B：88（E）・W：61・H：87。11月3日生まれのさそり座でB型。主人公のことは苗字で呼ぶ。
月夜野学園高等部の三年生で、葉月の双子の妹。姉とは違い成績優秀。化学分野が得意で、化学室にこもり怪しげな実験を繰り返している。変人扱いされており、親友と呼べる人物もいないが、一部の男子からは憧れの的とされている。幼いころ祭りに行き暴行を受けたことがきっかけで、無表情で抑揚のないしゃべり方をするようになる。あらゆる事象を冷静に観察しようとし、あやめについても怪しげな実験をしたがっているため、主人公（と葉月）をヒヤヒヤさせることもしばしば。基本的に無口だが、いったん口を開くと容赦なく理詰めで押してくる。
鳴海 理央（なるみ りお） （声：南央美）
身長：148cm、B：82（C）・W：60・H：83。2月27日生まれのうお座でAB型。主人公のことはあだ名にちゃん付けで呼ぶ。
月夜野学園中等部の三年生で、演劇部員。もともと主人公の家の隣に住んでいた幼馴染。また、現在のアパートの大家の娘でもある。主人公に対しては口うるさく、世話焼きだが、もともとは人見知りで引っ込み思案。家事全般（特に料理）が得意で、あやめが主人公の家に来てからは、あやめに現代の家事を教える役を担当することになる。もともと帰宅部だったが、最近演劇部の部長にスカウトされ演劇部に入部。目下、演劇の勉強中である。憧れは同年代の大スター、クリスティーナ・ゴラム。
クリスティーナ・ゴラム　（声：浅野まゆみ）
身長：150cm、B・W・H不明。1月1日生まれのやぎ座で血液型は不明。イギリス国籍。
13歳にして世界的なミュージカルスターであり、理央の憧れの的。月夜野町の近くで公演を行うために来日する。演技力などの評価は非常に高く、さまざまな賞を受賞している。一方でそのプライベートや人間関係は謎に包まれている。
通常プレイしていると名前以外ほとんど登場しないキャラクター。彼女の攻略には理央の好感度を上げることが必須となる。
笹川 早苗（ささがわ さなえ） （声：岡本麻弥）
身長：170cm、B：97（F）・W：62・H：88。12月19日生まれのいて座でO型。主人公のことは名前（読み方）に君付けで呼ぶ。
主人公がバイトしている花屋「苗」の女店主で22歳。娘（実は姪）のあさみと一緒に暮らしている。フラワーアレンジの腕前はかなりのもので、わざわざ隣町から注文に来る常連客もいる。可愛いものには目がなく、プライズのぬいぐるみを欲しがる一面も。
笹川 あさみ（ささがわ あさみ） （声：田口宏子）
身長：138cm、B・W・Hすごくスリム。7月7日生まれのかに座でO型。主人公のことはあだ名に「兄ちゃん」付けで呼ぶ。
市立月浜第一小学校五年生。子ども扱いされることが大嫌いで、早く大人になりたいと思っている。やんちゃな性格で、女子ながらクラスのガキ大将的存在。主人公のことを慕っており、「主人公のお嫁さんには自分がなる」と言ってはばからない。
通常主人公の名前の部分は周辺も含めて発音されないが、あさみだけは「〜兄ちゃん」の兄ちゃんの部分が発音されるようになっている。
現在はすごくスリムだが、エンディングで見られる数年後のあさみは、早苗に負けないくらいのナイスバディになっている。
ゲームをクリアすると見られる一枚絵で、苗字のローマ字表記がなぜか「SASAKAWA」になっている。
天乃 玉子（あまの たまこ） （声：雪乃五月（現：ゆきのさつき））
身長、誕生日などは不明。
天界の婦人警官で、イレギュラーな事態（あやめが幽霊のまま現世で生活している）を解消するために潜入捜査をしている。「〜ですぅ」が口癖。見た目は子供だが、実際の年齢は不明。周囲の人間の記憶を操作する能力があるが、なぜか主人公には通用しない。
一度バッドエンドを見ないと出現しない隠しキャラである。
御所 颯姫（ごせ さつき） （声：長沢美樹）
身長：173cmくらい、B・W・H不明。
月夜野学園高等部の三年生として転校してくる（美雪と同じクラス）が、実際の年齢は不明。霊能力や陰陽術を使い、そのことに誇りを持っている。あやめのことも執拗に祓おうとし、また、霊を軽視するような人物を軽蔑し、憎んでいる。
DC版では攻略不可。
大嶋 つむぎ（おおしま つむぎ） （声：増田ゆき）
身長：159cm、B：85（C）・W：61・H：86。6月12日生まれのふたご座でO型。
月夜野学園高等部の一年生で、南の友人。映画部に所属しており、脚本を担当している。思い込みが激しい性格で、謎の言動で周囲を困惑させることもしばしば。人間観察が趣味で、主人公と南の関係に興味津々。
身に着けているある物のせいで、攻略可能なキャラで唯一、あやめの姿を見ることができない。
DC版では攻略不可。
竹田 明彦（たけだ あきひこ） （声：室園丈裕）
身長178cm、少し細身。帰宅部。
学園入学以来の主人公の悪友。ナンパな性格で、暇さえあれば女の子に声をかけているが、そのせいで痛い目にあうこともしばしば。情報通で、友人（おもに女子）から様々な情報を得ては、それを主人公に提供している。ただし、噂や都市伝説といった類の話が多く、あまり主人公の役には立っていない。
佐藤 裕仁（さとう ゆうじん） （声：須藤明徳）
身長180cm、がっしりした体形。合気道部。
主人公のクラスメイト。元柔道部員で現在は合気道部員。典型的な体育会系。葉月に好意を持っており、そのことで主人公や竹田に対抗意識を燃やすことがある。
三上 悟（みかみ さとる） （声：保志総一朗）
身長160cm前後、小柄できゃしゃ。演劇部の部長。
中等部の三年生で演劇部の部長。理央をスカウトした張本人であり、性格もルックスもいいため、公演は彼目当ての女性客でいつも満席。理央に密かな好意を抱いている。

## 主題歌
オープニングテーマ「そよ風の訪問者（VISITOR）」
歌・作詞：REM / 作曲・編曲：橋本彦士
エンディングテーマ「まぼろし月夜」
作詞：笹成稀多郎 / 作曲・伊藤河伯/ 編曲：橋本彦士  / 歌：REM

## 関連商品
ゲームに関連して、以下のような商品が発売されている。

### 小説
「まぼろし月夜 純愛幽霊綺譚」の名で、ソニーマガジンズより2000年5月30日に発行されている。作者はシナリオを担当した大坂尚子、挿絵は原画担当の田嶋安恵。880円（税別）。

### サウンドトラック
1999年10月22日にオリジナルサウンドトラックが発売されている。3000円（税込）。発売元はNECインターチャネルで、販売元はキングレコード。

### 原画集
「朧　まぼろし月夜公式設定原画集」の名でケイブンシャより2400円で発売されている。2000年7月発売。

### 麻雀ゲーム
GAPSより2000年6月1日に『コンビ麻雀 あわせうちwith「まぼろし月夜」キャラクターズ』というタイトルで麻雀ゲームが発売されている。プレイヤーは三上悟となり、玉子と協力して他のヒロインと対戦していく。価格は2940円（税込） 監修は大宮京子。